# Ceradenia albidula
Ceradenia albidula är en stensöteväxtart som först beskrevs av Bak., och fick sitt nu gällande namn av Luther Earl Bishop. Ceradenia albidula ingår i släktet Ceradenia och familjen Polypodiaceae. Inga underarter finns listade.